# Tabula recta

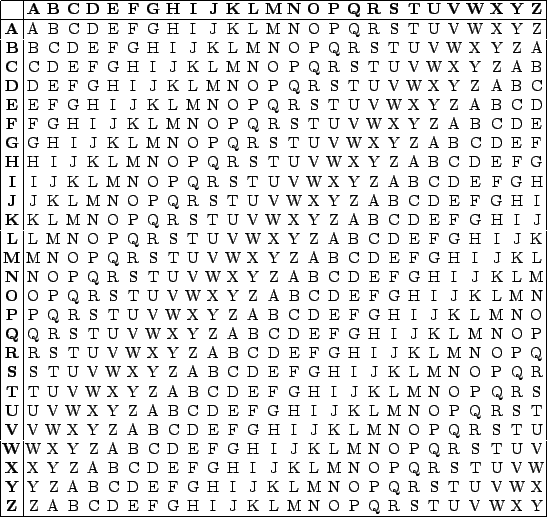
Tabula recta

A kriptográfiában a tabula recta egy négyzet alakú tábla, amelyen a betűk minden egyes sorban ábécébe vannak rendezve, de minden sorban az eggyel feljebb levő sorhoz képest eggyel balra eltolódva. A fogalmát 1518-ban Johannes Trithemius vezette be.
Trithemius a tabula rectát egy polialfabetikus rejtjel meghatározásához használta, amely Leon Battista Alberti kódolólemezével volt egyenértékű. A tabula rectára gyakran hivatkoznak a számítógépek előtti kódoknál, köztük a Vigenère-kódnál vagy Blaise de Vigenère kevésbé ismert, ám sokkal erősebb autokulcs kódjánál. Minden olyan polialfabetikus kód, amely a Caesar-kódon alapszik, leírható a tabula recta segítségével.
A titkosításhoz meg kell keresni azt a sort, amelyben az első helyen (a fejlécoszlopban) a kódolandó betű áll, és azt az oszlopot, amelynek a tetején (a fejlécsorban) a kulcs (a helyettesítő ábécé) megfelelő betűje. A szóban forgó sor és oszlop metszete adja a rejtjelezett betűt. 
Például ha a kulcs ABCDEFGHIJKLMNOPQRSTUVWXYZ (szabványos egyes eltolás), akkor a HELLO szó rejtjelezése a következőképpen történik:
- a H-val kezdődő sor metszete az A-val kezdődő oszloppal: H
- az E-vel kezdődő sor metszete a B-vel kezdődő oszloppal: F
- az L-lel kezdődő sor metszete a C-vel kezdődő oszloppal: N
- az L-lel kezdődő sor metszete a D-vel kezdődő oszloppal: O
- az O-val kezdődő sor metszete az E-vel kezdődő oszloppal: S,

azaz HELLO → HFNOS.
A visszafejtésnél az első betűhöz az első belső (nem fejléc-) oszlopban megkeressük a H betűt, neki megfelel a fejlécoszlopban a H; a második belső oszlopban megkeressük az F-t, neki megfelel a fejlécoszlopban az E; a harmadik belső oszlopban megkeressük az N-t, neki megfelel a fejlécoszlopban az L; a negyedik belső oszlopban megkeressük az O-t, neki megfelel a fejlécoszlopban az L; az ötödik belső oszlopban megkeressük az S-t, neki megfelel a fejlécoszlopban az O,
azaz HFNOS → HELLO.

## Forrás
- https://crypto.interactive-maths.com/polyalphabetic-substitution-ciphers.html